# Liste von Grenzübergängen des Gazastreifens
Dies ist eine Liste von Grenzübergängen des Gazastreifens. 

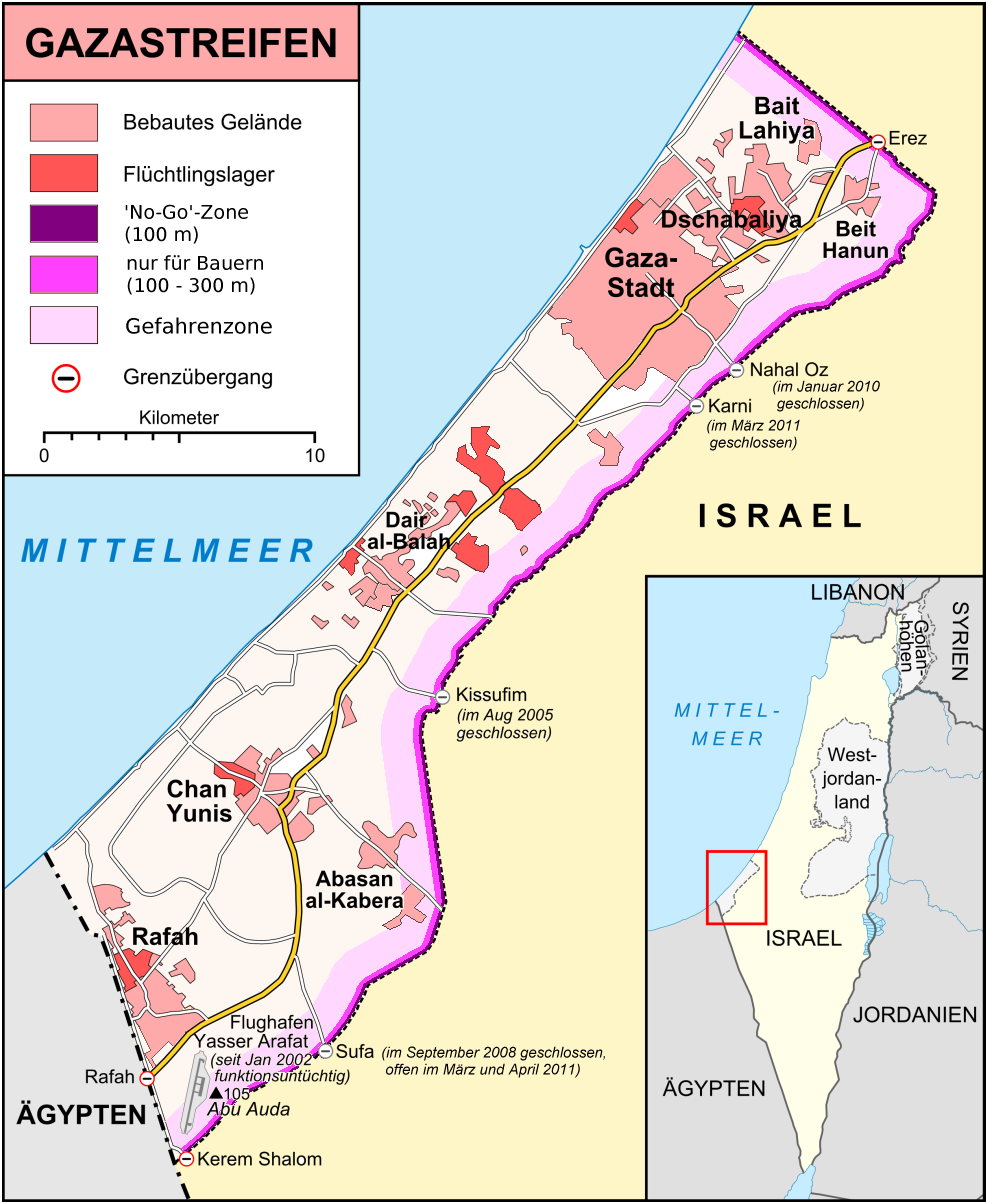
Karte des Gazastreifens im Dezember 2012

Die folgende Übersicht listet die Grenzübergänge des Gazastreifens von Nord nach Süd, auch ehemalige. Sie erhebt keinen Anspruch auf Aktualität oder Vollständigkeit.

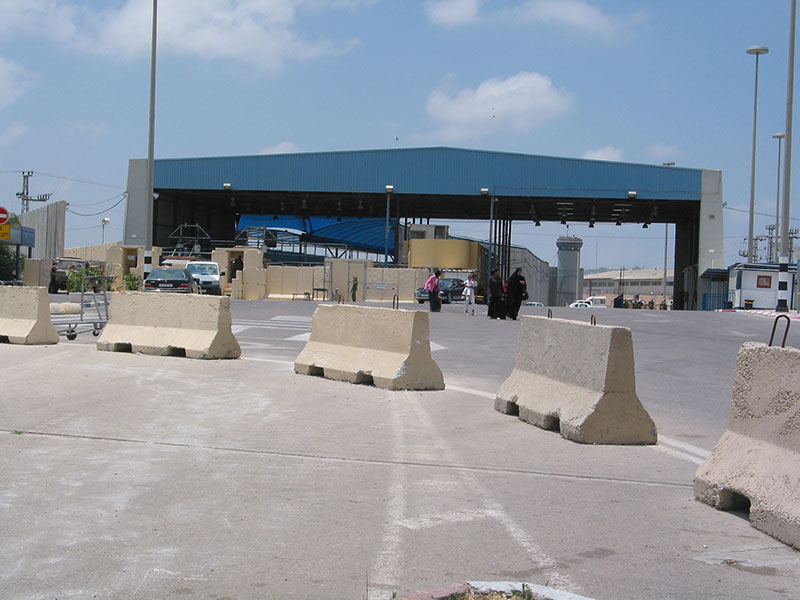
Grenzübergang Erez

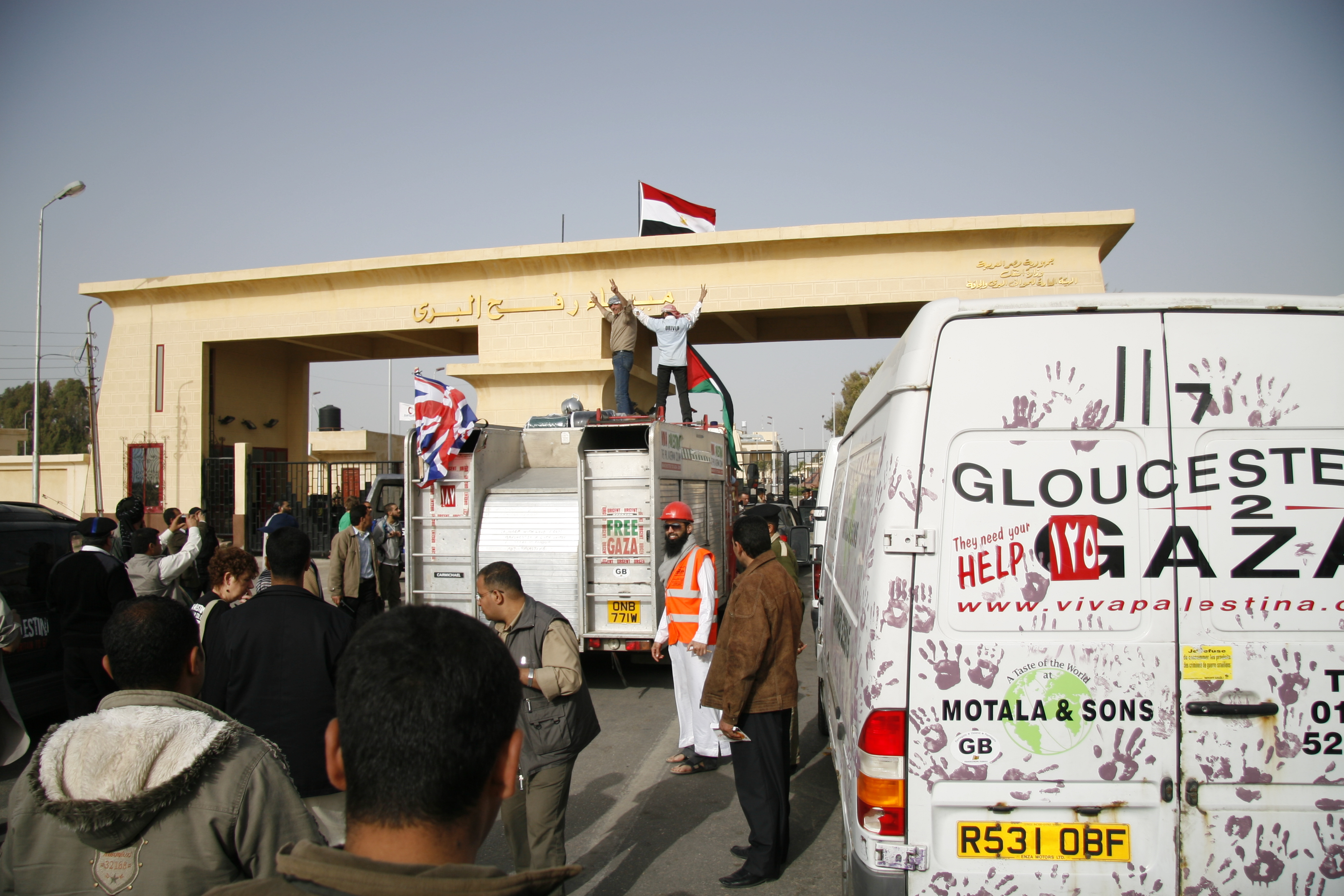
Grenzübergang Rafah

## Liste
- Erez
- Nahal Oz (im März 2010 geschlossen)
- Karni (im März 2011 geschlossen)
- Kissufim (im August 2005 geschlossen)
- Sufa (im September 2008 geschlossen, offen im März und April 2011)
- Kerem Shalom
- Rafah (nach Ägypten)

## Verschiedenes

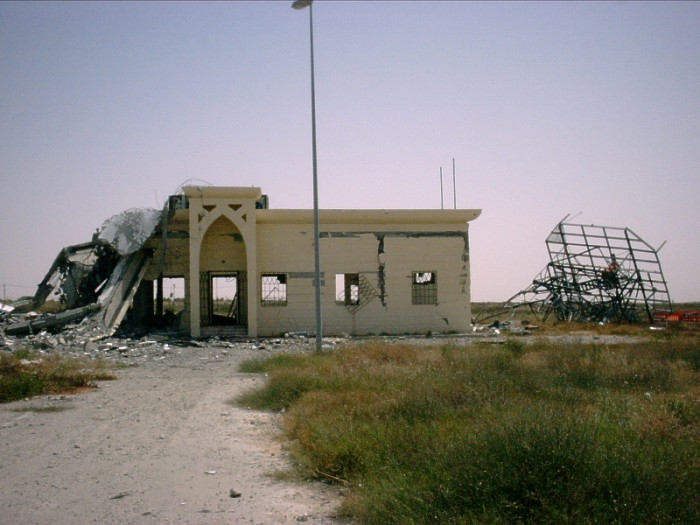
Internationaler Flughafen Jassir Arafat

Der Internationale Flughafen Jassir Arafat ist seit Januar 2002 funktionsuntüchtig.